# Колькрюк
Колькрюк — озеро в Карабалыкском районе Костанайской области Казахстана. Находится в 9 км к северо-востоку от села Магнай.
По данным топографической съёмки 1943 года, площадь поверхности озера составляет 1,32 км². Наибольшая длина озера — 1,4 км, наибольшая ширина — 1,2 км. Длина береговой линии составляет 4,6 км, развитие береговой линии — 1,12. Озеро расположено на высоте 221,4 м над уровнем моря.